# Trachusa cornopes
Trachusa cornopes är en biart som beskrevs av Wu 2004. Trachusa cornopes ingår i släktet hartsbin, och familjen buksamlarbin. Inga underarter finns listade i Catalogue of Life.